# Que nadie duerma
Pour plus de détails, voir Fiche technique et Distribution.
Que nadie duerma est un film espagnol réalisé par Antonio Méndez Esparza, sorti en 2023.

## Synopsis
À Madrid, Lucía perd son travail de programmeuse informatique et devient chauffeuse de taxi. En écoutant Turandot, elle planifie sa vengeance.

## Fiche technique
- Titre : Que nadie duerma
- Réalisation : Antonio Méndez Esparza
- Scénario : Antonio Méndez Esparza et Clara Roquet d'après le roman de Juan José Millás
- Musique : Zeltia Montes
- Photographie : Barbu Balasoiu
- Montage : Marta Velasco
- Production : Amadeo Hernández Bueno, Pedro Hernández Santos, Miguel Morales, Alvaro Portanet Hernández et Vlad Radulescu
- Société de production : Amazon Prime Video, Aquí y Allí Films, Avanpost, Crea SGR, Que nadie duerma, Radiotelevisión Española, TeleMadrid et Wanda Visión
- Pays de production :  Espagne et  Roumanie
- Genre : Romance et horreur
- Durée : 122 minutes
- Dates de sortie : 
  - Espagne : 17 novembre 2023

## Distribution
- Malena Alterio : Lucía
- Aitana Sánchez-Gijón : Roberta
- Rodrigo Poisón : Braulio Botas
- José Luis Torrijo : Ricardo
- Mariona Ribas : Fátima
- Mariano Llorente : Herreros
- Manuel de Blas : Juanjo

## Distinctions
Le film a remporté le prix Goya de la meilleure actrice pour Malena Alterio.